# Thomas Yellowtail
Thomas Yellowtail ( Montana, 7 de março de 1903 - novembro de 1993) foi um importante pajé e líder espiritual dos índios crow na América do Norte.
Lutou por toda a vida pela preservação e divulgação da religião tradicional indígena da "Dança do Sol" e do Cachimbo Sagrado. Ao mesmo tempo, tinha sério interesse em outras religiões, especialmente no Cristianismo e no Islã.
A este respeito, manteve uma estimulante correspondência com os autores da Filosofia Perene, sobretudo com Frithjof Schuon, Joseph Brown e Michael Oren Fitzgerald. Schuon escreveu sobre a sabedoria e a arte dos índios o livro "The Feathered Sun", Abodes, EUA, 1999; e Michael Oren Fitzgerald escreveu a biografia do pajé: "Yellowtail Crow Medicine Man and Sun Dance Chief, University of Oklahoma Press, 1991.